# Takao Suzuki
Takao Suzuki japonsky 鈴木 貴男; narozený 20. září 1976 v Sapporu) je japonský profesionální tenista. Ve své dosavadní kariéře vyhrál na okruhu ATP jeden turnaj ve čtyřhře.
Nejvýše na žebříčku ATP byl umístěn na 102. místě ve dvouhře (23. listopad 1998) a na 119. místě ve čtyřhře (7. listopad 2005). Trénuje ho Claudio Pistolesi.
K únoru 2012 za daviscupový tým Japonska, ve kterém debutoval v roce 1995, odehrál 64 zápasů s bilancí 27–12 ve dvouhře a 14–11 ve čtyřhře.

## Finálové účasti na turnajích ATP (1)

### Čtyřhra

#### Vítěz (1)
| Legenda                                                       |
| ATP International Series Gold / ATP World Tour 500 Series (1) |
| ATP International Series / ATP World Tour 250 Series (0)      |

| Č. | Datum         | Turnaj          | Povrch | Partner        | Soupeři ve finále        | Výsledek        |
| 1. | 9. říjen 2005 | Tokio, Japonsko | tvrdý  | Satoši Iwabuči | Simon Aspelin Todd Perry | 5-4(3), 5-4(13) |

## Vítězství na Challengerech (15)
| Č.  | Datum             | Turnaj               | Povrch  | Soupeř ve finále  | Výsledek            |
| 1.  | 24. listopad 1997 | Bombaj               | tvrdý   | Barry Cowan       | 6-1, 6-0            |
| 2.  | 29. červen 1998   | Denver               | tvrdý   | Justin Bower      | 6-3, 4-6, 6-4       |
| 3.  | 6. červenec 1998  | Granby               | tvrdý   | David Caldwell    | 7-6, 6-3            |
| 4.  | 10. srpen 1998    | Binghamton           | tvrdý   | Diego Nargiso     | 5-2, skreč          |
| 5.  | 10. červenec 2000 | Granby               | tvrdý   | Cecil Mamiit      | 6-4, 6-3            |
| 6.  | 24. červenec 2000 | Winnetka             | tvrdý   | Yong-Il Yoon      | 6-2, 6-4            |
| 7.  | 31. červenec 2000 | Lexington            | tvrdý   | Justin Gimelstob  | 2-1, skreč          |
| 8.  | 7. srpen 2000     | Binghamton           | tvrdý   | Yong-Il Yoon      | 6-1, 6-4            |
| 9.  | 29. říjen 2001    | Jokohama             | koberec | Góiči Motomura    | 6-2, 6-7(5), 7-6(4) |
| 10. | 25. únor 2002     | Ho Či Minovo Město   | tvrdý   | Mario Ančić       | 6-4, 6-3            |
| 11. | 4. březen 2002    | Kjóto                | koberec | Mario Ančić       | 6-7(4), 6-4, 6-2    |
| 12. | 11. březen 2002   | Ósaka                | tvrdý   | Björn Phau        | 5-7, 6-2, 7-6(4)    |
| 13. | 19. červenec 2004 | Campos do Jordão - 1 | tvrdý   | Giovanni Lapentti | 6-4, 6-3            |
| 14. | 5. březen 2007    | Kjóto                | koberec | Dieter Kindlmann  | 2-6, 7-5, 6-1       |
| 15. | 23. červenec 2007 | Granby               | tvrdý   | Lu Jan-sun        | 6-4, 6-4            |